# 張珪 (明朝)
張珪（1496年—？年），字君如，號春江，直隸蘇州府太倉州人，明朝政治人物。

## 生平
嘉靖元年（1522年）壬午科應天鄉試舉人。嘉靖十一年（1532年）壬辰科第三甲第一百四十五名進士。大理寺觀政，授南京刑部主事，升員外郎，外調江西僉事，福建參議，致仕。

## 家族
曾祖張元鵬；祖張漆；父張銑；母陸氏；繼母周氏。慈侍下。兄鸞；鵾；璧；□；球。子張節，孫張大咸（戊戌進士）。